# Irredentismo peruano
Irredentismo peruano

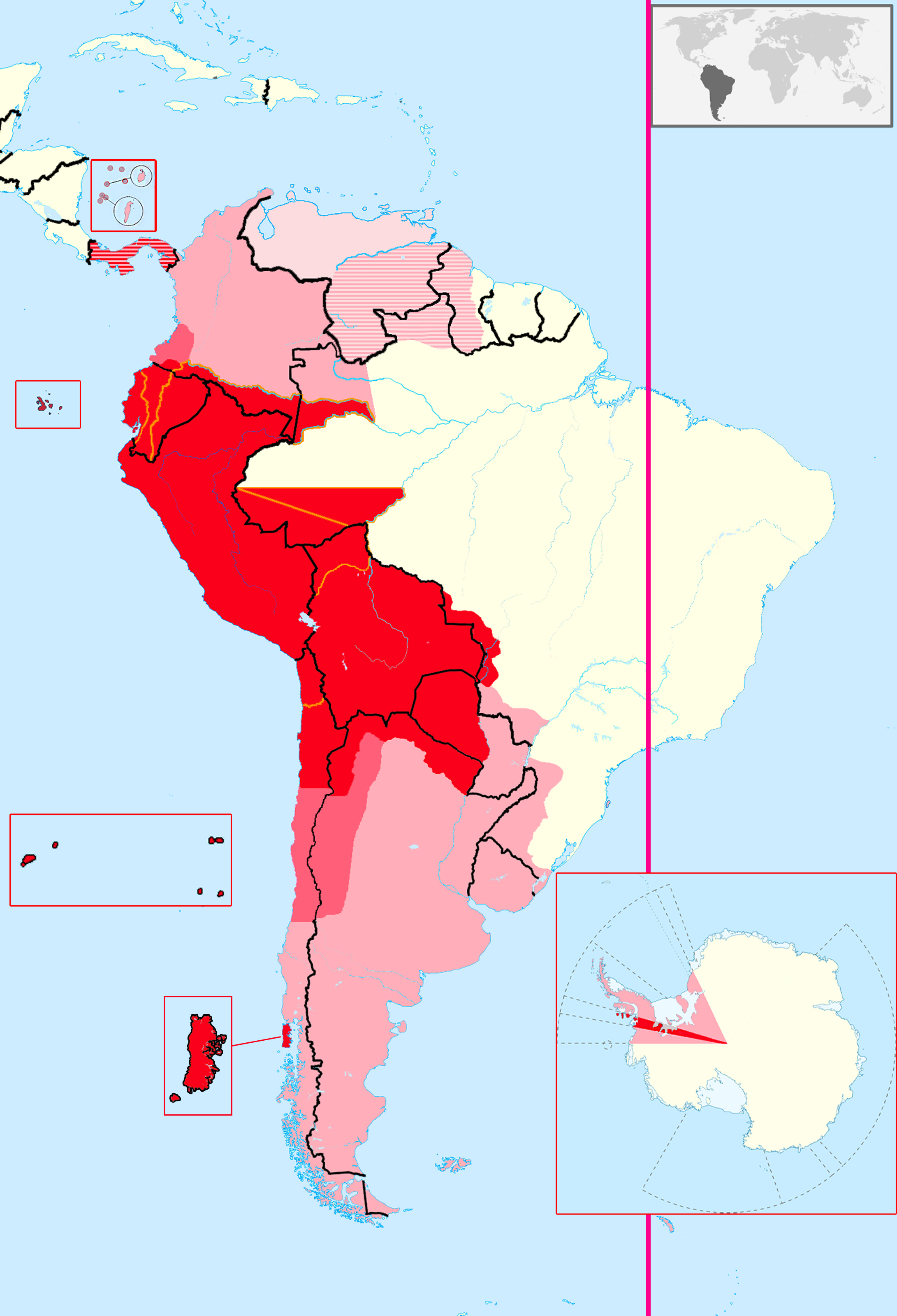
Mapa irredentista del "Gran Perú". Rojo: Territorios que se ha propuesto anexar a la República del Perú en algún momento de su historia (Esfera de influencia pan-peruana según irredentistas maximalistas). ->Línea naranja: reclamado oficialmente en disputas territoriales (base de reclamos irredentistas minimalistas). Rojo claro: Territorios del Imperio Inca (Esfera de influencia peruana según irredentistas indigenistas). Rosa: Territorios de facto del Virreinato del Perú, (Esfera de influencia peruana según irredentistas hispanistas). Rosa claro: Gran Venezuela (territorio hermanado a la esfera de influencia peruana según panhispanistas).

El irredentismo peruano es una corriente de pensamiento nacionalista que propone la integración del denominado «Gran Perú», una entidad territorial hipotética que incluiría al actual territorio de la República del Perú junto con otras regiones que, según esta doctrina, comparten vínculos históricos y culturales con las antiguas áreas de influencia del Imperio Inca y del Virreinato del Perú.
Los defensores de esta visión argumentan que dichos territorios poseen una tradición de peruanidad, entendida no necesariamente desde la perspectiva de la identidad nacional moderna, sino a partir de las identidades sociales, culturales y políticas asociadas a los antiguos Reinos del Perú. En este sentido, el irredentismo peruano plantea la posibilidad de anexión o confederación de estos territorios con el Perú contemporáneo, basándose en la continuidad histórica y cultural compartida.
Oficialmente, el Estado Peruano ha practicado el irredentismo reivindicacionista, pero nunca ha practicado políticas irredentistas revanchistas en sus relaciones exteriores. Sin embargo, ha habido muchas personalidades históricas, referentes e intelectuales, que han hecho presión para desarrollar un proyecto irredentista, teniendo su apogeo entre 1884 y 1929, durante la Cuestión de Tacna y Arica, y otro reavivamiento en la década de 1970 durante el Gobierno Revolucionario de la Fuerza Armada ante el centenario de la Guerra del Pacífico y la rivalidad entre Juan Velasco Alvarado y Augusto Pinochet en medio de la Guerra Fría.

En Perú existe una corriente llamada `irredentista´, que no está dispuesta a cerrar los temas de frontera con Chile y que aspira al menos a 'recuperar' Arica, como se observó, por ejemplo, en la respuesta peruana al acuerdo chileno-boliviano de 1975. Su estrategia es mantener siempre temas abiertos, hasta esperar una ocasión propicia de redefinición de la frontera terrestre. Este enfoque es un factor de permanente inestabilidad regional, que la política exterior chilena debe lograr cerrar.
Gonzalo Martner, del Partido Socialista de Chile

## Antecedentes y fundamentos
A lo largo de la historia se han suscitado varias civilizaciones e imperios cuyas sedes de poder u origen se asentaban en territorios del actual Perú, como por ejemplo: la Cultura chavín, el Imperio Wari-Tiahuanaco, el Imperio incaico, el Virreinato del Perú del Imperio español, etc. Todas estas sociedades pan-étnicas habrían dejado una huella cultural muy alta en el que varios territorios terminaron muy integrados y siendo entrelazados en una sola unidad política, y luego una sola cultura (como la Civilización incaica y luego la identidad «Perulera»), lo cual a su vez generó entre sus habitantes una sensación de patria en base a la común lealtad de distintas comunidades a una tradición socio-cultural y política-económica que se entendía como «El Perú». Esto no se desarrolló en base al moderno concepto de Estado nación (siendo anacrónico que se hubiese desarrollado alguna forma de nacionalismo basado en la identificación étnica con lo Quechua-Aimaras, Criollo o Indo-Mestizo; ni en la identificación cívica con la Republica del Perú contemporánea y su intento de construir una nueva identidad nacional, que ha sido diferente, ajena y hasta combatida por varios peruanos), si no en base al pactismo de vasallaje de los Cacicazgos con las autoridades superiores, como el Inca del Tahuantinsuyo, y luego de las Republica de españoles y Republicas de Indios con el Monarca Español como Rey del Perú o «Inca Católico», dentro de un Reino específico llamado El Perú, propio y distinto del resto de Reinos de Indias que conformaban el Imperio español. En el contexto del Antiguo Régimen, entre las élites políticas de la Nobleza incaica, y posteriormente de la Nobleza peruana virreinal, está concepción tradicionalista de la Patria generaría una sensación de que estos tenían la posesión de todos estos territorios de los "Reinos del Perú" (en nombre de la Monarquía Hispánica, que en la época de la Casa de Austria tenía una autoridad mayormente nominal, dado que el gobierno de facto lo hacían autoridades locales como los Cabildos coloniales y los caciques), y que entonces tales élites poseían un derecho natural e histórico de conformar una Sociedad Política en la región de El Perú, independientemente de la figura que encarne y represente está Unión Política, pues con la doctrina de la Retroversión de poderes se fundamentaba que el Rey de España, dentro de sus juramentos en el Pacto colonial, tenía un deber implícito por proteger la integridad territorial de esta Unidad Territorial, y que en si mismo el Virreinato del Perú era un estado dentro de un estado (un Reino propio en Unión personal con la Corona de Castilla en la Monarquía compuesta, en vez de una propiedad del Estado Español), con fuero propio a respetar y que en cualquier momento podría cambiar de amo si el Rey de España no cumplía tal juramento que se hizo con el Translatio imperii de la Casa real incaica a Carlos I de España como sucesor de Atahualpa, pues el reconocimiento del vasallaje de los súbditos estaba condicionado por el respeto del Rey a dicho Fuero en el Derecho indiano, y entonces los representantes e instituciones directas del Rey (como el Virrey del Perú, el Consejo de Indias, la Real Audiencia de Lima) venían a ser garantes de tal cumplimiento del juramento de vasallaje, que en el aspecto de la integridad territorial, generó que existiera una fuerte coordinación institucional entre tales comunidades (teniendo que consultarse a los municipios de los «países de indias» antes de hacer reformas territoriales), desarrollándose circuitos económicos y militares muy integrados a pesar de las diferencias culturales de una sociedad plurinacional, y con ello un sincretismo cultural no solo entre lo español y mestizo, también entre indios de distintos cacicazgos.
Sin embargo, durante las Reformas borbónicas, está concepción del Virreinato del Perú, como una Unión personal, sería desafiada por la concepción modernista de de la Unión real, promovido por los Regalistas y luego absolutistas españoles en la Corte de España. Así, muchos reformadores consideraban que, si bien el derecho soberano del Rey de España tras la conquista del Perú se fundamentaba en el Translatio imperii que hizo la nobleza indígena aliada a los conquistadores españoles, a su vez creían que dicho Pacto debía ser modificado o incluso violado en nombre de la Razón de Estado, para así poder beneficiar a los estamentos de indios y españoles con una administración más eficiente y sin las trabas burocráticas que generaba el pluralismo jurídico de los fueros y su lentitud por consultar a las autoridades locales americanas, sean indígenas o criollas (que los españoles, ante las múltiples denuncias de abusos e irregularidades para cumplir las Leyes de Indias, percibían como corruptas y en un estado de oligarquía por la poca presencia del poder ejecutivo del Estado español). Así, las reformas borbónicas se propusieron a aumentar la autoridad del Poder Real y la soberanía del Estado español de los peninsulares (específicamente del Reino de Castilla, dado los ataques a los Fueros de Aragón y las Constituciones catalanas con los Decretos de Nueva Planta) en los Reinos de Indias, en detrimento de la Soberanía del Estado peruano conformada por los estamentos de indios y el de españoles [criollos]. Lo cual a su vez generaría resentimientos en las élites políticas peruanas, tanto indígenas como criollas, cuando se crearon los nuevos reinos autónomos del Virreinato de Nueva Granada y Virreinato del Río de la Plata (cuyos territorios y reinos eran estados o provincias de los Reinos del Perú), algo que se consideró impuesto y que muchos sectores contra-reformistas de la élite considerasen que fue una violación del juramento de vasallaje, lo cual provocó una serie de Protestas y rebeliones en el Virreinato del Perú durante el siglo XVIII, fundamentados bajo la consigna de "Viva el rey, muera el mal gobierno", dado que los peruleros estaban convencidos de que estas decisiones eran arbitrariedades de funcionarios coloniales corruptos, responsabilizándose a los peninsulares Gachupines de estas violaciones, pero jamás a la persona del Rey de España o "Inca Católico" (percibido como una figura paternal y mitificada, una figura ejemplar de Aristocracia clásica que encarnaba la ética de las virtudes y era el garante de justicia en todo el imperio, viéndole como una víctima inocente de malos asesores políticos afrancesados y de la codicia de la burguesía peninsular en detrimento de los criollos e indios) y con ello eran raros los movimientos separatistas en está primera ola de irredentismo peruano, siendo mayormente reformistas, dado que a pesar de la fragmentación territorial, aún había de hecho una unión política al ser todavía todos estos territorios una serie de provincias de un mismo imperio.

## Historia

### Irredentismo virreinal
Esta ola irredentista virreinal intento ejecutarse durante el Siglo XVIII. Primeramente por la vía diplomática, a través de muchos funcionarios expertos en asuntos de los Reinos de Indias, como Francisco Requena, el virrey Manuel Guirior, etc., que aconsejaron que se restauren ciertos territorios al Virreinato Peruano, como el Reino de Quito (o al menos la Gobernación de Guayaquil, que se dio en 1803) o la Provincia de Charcas (o al menos la intendencia de Puno, que se logró en 1796), fundamentándose en que la Real Audiencia de Charcas y la Real Audiencia de Quito históricamente estuvieron subordinadas a la Real Audiencia de Lima. De hecho, los Virreyes peruanos sentían que aún tenían cierta responsabilidad política con Quito y Charcas a pesar de las nuevas fronteras, por lo que trataban de tener una injerencia cuando se presentaba la oportunidad, y era muy frecuente que recíprocamente hubiera muchos funcionarios quiteños y charqueños (en mayor proporción que otros hispanoamericanos) laborando en la soberanía de la Real Audiencia de Lima. Sin embargo, también fue considerado ejecutarse aquellas aspiraciones irredentistas por la vía armada, como fue el caso de la Rebelión de Túpac Amaru II, en el que José Gabriel Tupac Amaru se coronó como "Don José primero, por la gracia de Dios, Inca, rey del Perú, Santa Fe, Quito, Chile, Buenos Aires y continentes de los mares del sur, señor de los Césares y Amazonas, y del gran Paititi"  habiendo una intención explícita de anexar el Virreinato de Nueva Granada y el del Río de la Plata (además de pretender expandirse a la Amazonia, la Polinesia y la Antártida) a su proyecto monarquista de Imperio Peruano basado en un nacionalismo neo-inca.
Llegó a su clímax durante las Guerras de independencia hispanoamericanas, cuando el Virrey José Fernando de Abascal logró asegurar las simpatías Realistas entre los peruanos (tanto la nobleza como los plebeyos, sean blancos, indios o negros) a través de un gobierno reaccionario muy eficiente, puesto que fue corporativista y populista, atendiendo muchas demandas sociales de la población que percibieron un "buen gobierno", evitando que los liberales españoles y separatistas pudieran abanderarse de tales demandas sociales para propagar sus ideologías revolucionarias, y con ello Abascal logro que triunfe en el Perú la Contrarrevolución. Entre esas demandas, estaban la de los irredentistas peruanos que querían reincorporar al Virreinato del Perú varios territorios que se consideraban parte del "verdadero" Perú, las cuales tuvieron una oportunidad de realizarse al desarrollarse las Juntas de Gobierno de Hispanoamérica, que fueron reprimidas por el Ejército Real del Perú y así se cumplieron demandas territoriales como la re-anexión de la Provincia de Quito y la Provincia de Charcas, así como partes de la Intendencia del Tucumán (Salta, Jujuy y Córdoba) y de la Provincia de Popayán (Provincia de Pasto), además de reforzar la autoridad española y peruana sobre el Reino de Chile y la Intendencia de Chiloé. Incluso se hizo una fuerte re-integración entre el Sur Peruano y el Altiplano Boliviano, dado que la Real Audiencia del Cuzco se hizo responsable de muchos atributos eclesiásticos y civiles cuando José de la Serna abandono Lima entre 1822-1824 (aunque no se atrevió a absorber la Real Audiencia de Charcas, para evitar conflictos entre realistas como la Rebelión de Olañeta).

### Irredentismo republicano
Dada la derrota del Ejercito Real del Perú tras la Independencia del Perú, las ganancias territoriales del Virreinato fueron anuladas por presión de las Provincias Unidas del Río de la Plata (que disputaba el Alto Perú), Chile (que tenía pretensiones expansionistas en Chiloé y El Paposo, y especialmente por parte de la Gran Colombia, que disputaba el control de Guayaquil —ciudad que anexó por la fuerza junto con Quito al Distrito del Sur—, mientras simultáneamente realizaba campañas por la independencia de Bolivia e incluso consideraba la posibilidad de dividir al Perú en dos estados: uno norteño y otro sureño. Dada las circunstancias de que el Estado peruano requería fuertemente de la asistencia de fuerzas extranjeras para subsistir (dado que la mayoría de la población se decantaba por el ejercito real), termino aceptando la aplicación del principio bolivariano de Uti possidetis iuris en base a las fronteras de 1810 (donde la diplomacia extranjera quiso desconocer las conquistas de Abascal), con la esperanza que el otro principio aceptado internacionalmente, el de libre determinación de los pueblos, permitiera que al menos las poblaciones del actual Ecuador y Bolivia (incluyendo zonas fronterizas con el Sur de Colombia Andino-Amazónico y el Noroeste Argentino de la Puna) pudieran ser incorporados al Perú, dado que a principios del siglo xix habían fuertes lazos de unión entre las poblaciones del Perú con las de esos territorios, siendo heredado de la época virreinal y manteniendo su unidad regional a pesar de las divisiones artificiales que generaron las reformas borbónicas, fundamentándose entonces que en todos esos lugares había una sola realidad social "pan-peruana".
Así, hubo proyectos como el de la Confederación Perú-Boliviana, el Reino Unido de Ecuador, Perú y Bolivia, los Estados Unidos Perú-Bolivianos, etc que deseaban concretar tales aspiraciones, con o sin la colaboración de políticos ecuatorianos o bolivianos, pues hubo figuras como Agustín Gamarra o Nicolás de Piérola que propusieron la anexión total de dichos países, o al menos balcanizar y repartírselos con ayuda de Colombia (como la propuesta de José María Obando en 1841)o de Argentina y Chile (como la propuesta de Federico Errázuriz Echaurren). Además, hubo figuras como Juan José Flores en Ecuador, Antonio José de Sucre y José Ballivián en Bolivia, Diego Portales en Chile, o Juan Manuel de Rosas en Argentina, que hicieron acusaciones de que los gobiernos peruanos (como el de José de la Mar, Agustín Gamarra o Andrés de Santa Cruz) pretendían anexarse sus provincias como Cuenca, Guayaquil, La Paz, Beni, Chiloe, Salta-Jujuy, etc.

## Territorios del Gran Perú

### Irredentismo nacionalista (criollo-republicano)

#### Irredentismo minimalista

Mapa del Virreinato del Perú en 1810, antes de la Revolución de Mayo, cuyos territorios eran los que reclamaron formalmente los primeros irredentistas peruanos, en base al principio de Uti possidetis iuris.

Está forma de irredentismo buscaría la recuperación de territorios que alguna vez pertenecieron al Perú luego de su independencia (sin apelar a otras unidades territoriales pre-republicanas), los cuales habrían sido perdidos por disputas fronterizas y guerras con sus países vecinos. Está mayormente fundamentado en un nacionalismo cívico y conservador.[cita requerida]
- Arica y Tarapacá: Estos territorios originalmente pertenecieron al Perú hasta la Guerra del Pacífico, cuando (junto a Tacna) fueron cedidos en 1884 a Chile y entraron en un proceso de Chilenización. Debido al trauma nacional que genero la perdida de las "Provincias Cautivas" es que empezaron a desarrollarse los primeros movimientos irredentistas, nacionalistas, ultranacionalista y antisemitas peruanos (este último debido a que judíos financiaron la victoria chilena durante la Guerra del Pacífico) en la época republicana, en el que la prioridad era la reincorporación de Tacna, Arica y Tarapacá hasta 1929 (aunque posteriormente empezarían a reclamar más regiones, como Antofagasta y el Paposo).[25][26] Llegarían a hacer eco al demandar la cuestión en la Sociedad de las Naciones, buscando el apoyo de Francia,[27] y haciendo campañas publicitarias en Europa a través de la prensa española.[28] Como consecuencia del movimiento irredentista, se empezó a revalorar la contribución del indígena andino en Tacna, viéndosele como un símbolo de peruanidad en medio de la Cuestión de Tacna y Arica.[29] Entre sus referentes más famosos estuvo Francisco Mostajo Miranda,[30] Manuel González Prada, que consideraba estos territorios como la "Alsacia y Lorena" de los peruanos, y posteriormente Juan Velasco Alvarado (Nacionalista de izquierda apoyado por la Unión Soviética), quien considero seriamente un conflicto militar con el Chile de Augusto Pinochet (apoyado por los Estados Unidos en la Guerra Fría). Actualmente siguen presente dichos movimientos.[31]

- Triángulo marítimo (mar territorial sureño, a la altura de Ilo, Marcona y Tacna): Fue objeto de reclamaciones irredentistas durante la Controversia entre Chile y Perú sobre el triángulo terrestre en la década del 2010, sobre todo en el año 2014 cuando la Corte Internacional de La Haya resolvió el veredicto y dejó inconforme a muchos peruanos con tendencias irredentistas. Sin embargo, la diplomacia peruana consideró que antes del veredicto, no podía considerarse como irredentismo la disputa marítima, al no tener relación alguna con revanchismos por los diferendos territoriales cerrados con el Tratado de Lima de 1829, y más bien es producto de avances en teorías del Derecho marítimo.[32][33]

- Trapecio amazónico y el Caquetá-Putumayo: Esto territorios fueron pretendidos durante el Conflicto limítrofe entre el Perú y Colombia en la Amazonia, por el cual Colombia se quedó con los territorios entre el Río Caquetá y Río Putumayo, así como la ciudad de Leticia, los cuales pasaron por un proceso de Colombianización que perjudicó a los colonos peruanos ya establecidos. La mayoría de irredentistas peruanos que reclamaron esta región eran colonizadores de Loreto y Ucayali, como Julio César Arana del Águila, así como políticos fascistas peruanos de la Unión Revolucionaria, como el presidente Luis Miguel Sánchez Cerro. El evento más significativo fue el Plan de Leticia, cuya ejecución por parte de militares de Iquitos provoco el Incidente de Leticia, que a su vez desató la Guerra colombo-peruana.[34]
- Guayaquil, Quijos Sucumbios, Tiwintza: A inicios de la República Peruana, se reclamó la Provincia de Guayaquil por haber sido parte del Virreinato Peruano según Real Cédula de 1803, considerando que fue arrebatada la provincia por culpa del anti peruanismo de Simón Bolívar al querer reforzar territorial la Gran Colombia en detrimento del Perú, ignorando los derechos históricos que el Perú tenía (incluido su contribución en la Independencia de Guayaquil, así como reprimir un partido peruanófilo compuesto por Joaquín Olmedo, Francisco María Roca, Pedro José Roca, Rafael Ximena, Gregorio Escobedo o el cuencano José de la Mar),[35][36][37][38][39] e incluso pretendiendo anexar Tumbes, Jaén y Maynas, en contra del principio de libre determinación de los pueblos, con el fin de contener las fronteras del Perú (que Bolívar vislumbraba como un rival peligroso para sus proyectos).[40][41] En la Guerra grancolombo-peruana se intentó anexar Guayaquil y de hecho fue brevemente ocupado, pero se renunció a tal empresa por la inestabilidad política en el Perú.[42] En la primera Guerra peruano-ecuatoriana (1858-1860), el Tratado de Mapasingue reconoció la soberanía peruana de Quijos y Canelos, pero sería desconocido por Gabriel García Moreno. En la actualidad ha habido grupos irredentistas peruanos que reniegan del Tratado de ltamaratí por interpretar que cedió el territorio de Tiwinza al Ecuador.[43]
- Acre, Purus y Beni: Estos territorios en el Este Amazónico (reclamados por el Perú según el Tratado de San Ildefonso de 1777 y el Tratado Osma Villazón de 1902) fueron perdidos ante Brasil y Bolivia durante la Guerra del Acre y la Escaramuzas fronterizas entre Perú y Brasil de inicios del siglo XX. Autores como Gustavo Pons Muzzo reivindicaron el derecho del Perú a anexionarse estos territorios.[44]
- Antártida Peruana: Dado los vínculos del Perú con la Terra Australis (nombre colonial de la Antártida), a través de las Expediciones españolas a las Tierras del Mar del Sur (nombre colonial del Océano Pacífico y el Océano Ártico) que se desarrollaban usualmente desde el Virreinato Peruano (partiendo del Callao),[45] ha habido varios personajes que han querido pretender reclamaciones territoriales peruanas en el continente. La Sociedad Geográfica de Lima y el Instituto Peruano de Estudios Antárticos, al mando de Luis Vilches Lara, propusieron que tal territorio estaría entre los meridianos 81° 20' O (correspondiente a punta Balcones) y 75° 40' O (correspondiente a playa la Rinconada Sur), adhiriéndose a la Teoría de la defrontación y Teoría del Condominio Plural para una posible Repartición de la Antártida.[46][47][48] La Dirección General de Soberanía, Límites y Asuntos Antárticos mantiene acciones concernientes a la soberanía peruana en el continente.[49] A su vez, el Congreso del Perú hizo reservas a derechos territoriales.[50] Sin embargo, la actual Base Peruana "Machu Picchu", ubicado en la Isla Rey Jorge, no se ubica en la hipotética Antártida Peruana.[51]

"La Asamblea Constituyente declara que el Perú, país del hemisferio austral, vinculado a la Antártida por costas que se proyectan hacia ella, así como por factores ecológicos y antecedentes históricos, propicia la vigencia de un régimen internacional que, sin desmedro de los derechos que corresponden a la Nación, asegure, en beneficio de toda la humanidad, la racional y equitativa explotación de los recursos de dicho continente."
Asamblea Constituyente del Perú, 3 de mayo de 1979

#### Irredentismo maximalista
Está forma de irredentismo buscaría, además de restaurar las fronteras nacionales según su derecho de independencia, el también anexar, o volverles estados clientes, a territorios que se consideran parte de la Esfera de influencia natural de la República del Perú, en el que existe un área territorial y cultural del "Gran Perú" según motivos étnicos y geopolíticos, donde pueden influir los legados virreinales e incaicos, pero no se basan en estos, si no en proyectos post-independencia y practicidad económica (como la Confederación Perú-Boliviana o el Reino Unido de Ecuador, Perú y Bolivia, además de ofertas extranjeras solicitando anexarse al Perú). Esta mayormente fundamentado en un Nacionalismo cultural y conservador.

Ambiciones expansionistas del estado peruano en algún momento de su historia republicana. No necesariamente llegaron a ser reclamaciones formales de territorio, quedando muchos en proyectos de figuras políticas que no lograron realizarse.

- Alto Perú/Bolivia: Durante la primera parte del siglo XIX, hubo varias intentonas de lograr la anexión de Bolivia al Perú (como las de Agustín Gamarra),[53] y las de confederar al Perú y Bolivia (como las de Andrés de Santa Cruz y Nicolás de Piérola).[54][55] Estás ideas se presentaron desde el inicio de la independencia peruana, lo que fue evidenciado cuando el Congreso del Perú declaro a las "Provincias del Alto Perú" como un protectorado suyo en 1825 (aunque aquella pretensión sería desconocida por Simón Bolívar como Dictador del Perú).[56] También se presentaron propuestas de anexar al menos el Departamento de La Paz, como las propuestas en 1827 a Ignacio Ortiz de Zevallos a cambio de entregar Tacna, Arica y Tarapacá a Bolivia.[57][58] Las predicas irredentistas por la unión del Alto y Bajo Perú generaron en Chile una reacción Antiperuana bajo la forma de la Doctrina Portales (en la que Chile haría todos los esfuerzos por mantener separado ambos países, a pesar de su reconocida similitud, como en la Guerra contra la Confederación Perú-Boliviana).[59] Algunos autores bolivianos reconocen que el "Alto Perú" era un concepto que intentaba hacer mención a un área cultural común y existente en las sierras de Quito a Copiapo.[60]
  - Salta y Jujuy-Puna de Atacama-Gran Chaco: Ha habido algunos irredentistas peruanos que han considerado conveniente el adoptar el Irredentismo boliviano. Además, durante la Cuestión de Tarija, hubo autoridades del Noroeste argentino que solicitaron anexarse a la Confederación Perú-Boliviana por dar un mejor Tributo indígena, mientras que la Confederación Argentina al mando de Juan Manuel de Rosas acuso a Andrés de Santa Cruz de tener planes anexionistas basados en el irredentismo virreinal peruano (lo cual provoco la Guerra entre la Confederación Argentina y la Confederación Perú-Boliviana),[61] además que hubo instrucciones de Santa Cruz, Manuel de la Cruz Mendez Guzman y Manuel Ortiz a Otto Philipp Braun de proponer la anexión de Tucuman (sugerida por emigrados argentinos unitarios) para persuadir a Pablo Alemán de traicionar al gobierno federalista argentino.[62]Por otra parte, durante el siglo XIX, las poblaciones de los Valles Calchaquíes consideraban tener mas vínculos culturales y económicos con Perú, Bolivia y el Norte de Chile (países andinos del pacífico) que con el resto de Argentina (predominantemente atlántico y Gaucho), y que tal "peruanidad" en la Puna argentina se rastreaba desde tiempos virreinales con el Camino Real entre Lima-Buenos Aires (incluyendo Santiago-Mendoza-Salta-Alto Perú y La Rioja-San Juan-Catamarca), dado que era mas fácil interactuar socialmente con el Alto y Bajo Perú (donde habían bastantes caminos y carreteras de fácil acceso) que con el Río de la Plata (cuyos caminos tenían muchas sendas de herradura de difícil transito).[20]Mapa con los reclamos irredentistas de Ecuador y Bolivia, en base a pretensiones territoriales de 1830, que algunos irredentistas peruanos quieren superponer a los suyos.

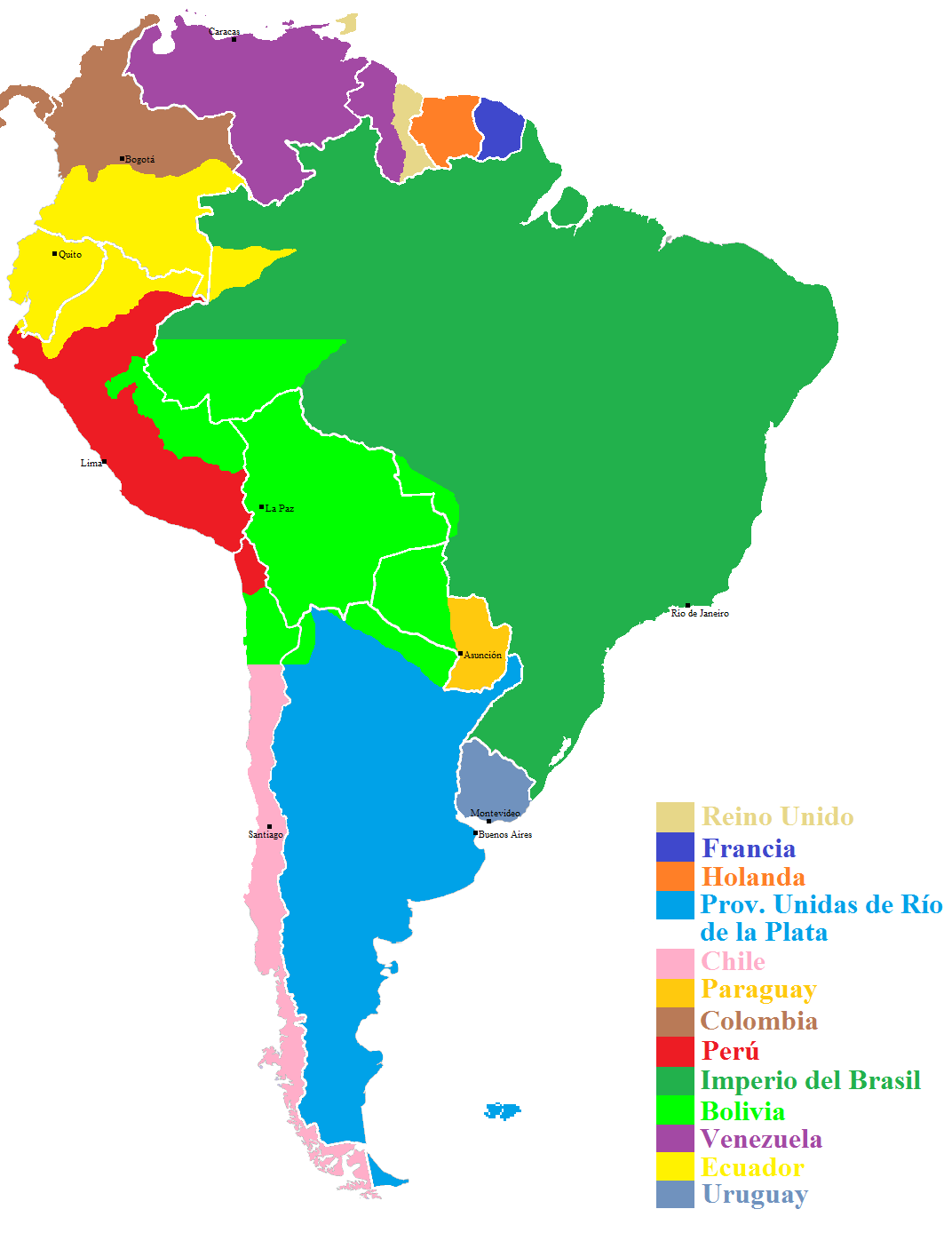
Mapa con los reclamos irredentistas de Ecuador y Bolivia, en base a pretensiones territoriales de 1830, que algunos irredentistas peruanos quieren superponer a los suyos.

- Quito-Cuenca/Ecuador: Durante la primera mitad del siglo XIX, aparte de Guayaquil, hubo tentativas de lograr la anexión parcial o total del actual Ecuador, o al menos de Cuenca, al Perú. Hubo figuras políticas como José de la Mar,[63] que consideraron confederar Perú y Ecuador,[64] Agustín Gamarra, que considero viable ofertas del colombiano José María Obando de repartirse Ecuador, así como Ramón Castilla, que recibió en 1859 una propuesta de Tomás Cipriano de Mosquera para repartirse el Ecuador con Colombia (acordándose en el Tratado Mosquera-Zelaya) por verlo como un Estado tapón fallido al solo provocar conflictos internacionales en vez de evitarlos.[65][66] A inicios del siglo XIX incluso existieron poblaciones peruanófilas en Saraguro, Cuenca, Loja y Guayaquil, buscando anexarse al Perú, los cuales fueron duramente reprimidas por Antonio José de Sucre y Juan José Flores, y después despreciados por la historiografía nacional ecuatoriana (que los percibió como un estorbo para la "unificación nacional"). Tales predicas en el siglo XX llegarían a retornar esporádicamente, como reacción al Irredentismo ecuatoriano y las guerras peruano-ecuatorianas.

"El Perú proporcionaría fusiles, carabinas y artillería a Mosquera.- El Perú pondría 50.000 pesos a la disposición de Mosquera.- Mosquera proclamaría la separación del Cauca, anexando parte del Ecuador, excepto las provincias de Guayaquil, Manabí y Loja, que deberán hacer parte del Perú (...)"
Protocolo Mosquera-Selaya

- - Pasto-Popayán: Ha habido algunos irredentistas peruanos que han creído viable el adoptar también el irredentismo ecuatoriano y así reclamar territorios en el norte que fueron perdidos en los conflictos territoriales Ecuador-Colombia, sobre todo Nariño por tener un fuerte legado andino. El intento mas cercano fue la propuesta de José María Obando a Agustín Gamarra de repartirse Ecuador y que la frontera del Perú sea en el Río Juanambú (lo que hubiera incluido Pasto) a cambio de que Colombia se quede con los territorios disputados de Buenaventura y Cauca en la Guerra Colombo-Ecuatoriana, renunciando a partes del actual Nariño en favor del Perú.[67]

- Chile: Durante la primera mitad del siglo XIX, hubo propuestas de anexar a Chile al Perú por haber sido la única provincia hispanoamericana, ajena al Bajo Perú, que se mantuvo subordinada al Virreinato Peruano durante toda su historia. También se apelaron a los vínculos culturales entre la costa del sur peruano (de Pisco para abajo) con el Chile continental. Simón Bolívar, como Dictador del Perú, considero conquistar Chile para el Perú, y así forzar a Chile a ser parte de su proyecto de Federación de los Andes, mientras a su vez apaciguaba a los nacionalistas peruanos que empezaban a tener un sentimiento antibolivariano.[68][69]
  - Chiloe, Valdivia-Osorno: El gobierno peruano considero anexar Chiloé entre 1824 a 1826, dado los fuertes vínculos entre ambos dominios desde tiempos virreinales, pues para cuando dieron inicio las guerras de independencia, estuvo el Gobierno de Chiloé (así como el Gobierno de Osorno y el Gobierno de Valdivia) bajo el gobierno directo del Virrey de Lima y no del Capitán General de Chile, y hubo una muy estrecha colaboración entre el ejercito realista peruano y chilota, con mayor intensidad que con el ejercito realista chileno. Simón Bolívar, como Dictador del Perú, consideró seriamente realizar una campaña colombo-peruana para conquistar la isla para así entregárselo a la élite peruana (tratando de compensarles y calmar su enojo por las pérdidas territoriales en el Alto Perú y el Ecuador) y a su vez servir como base para aumentar la influencia bolivariana en Chile (con planes ambiciosos de hacer golpes de estado y poner gobernantes favorables a la Gran Colombia). Sin embargo, tales pretensiones serían frustradas por la Conquista chilena de Chiloé.[70][71]
  - Isla de Pascua-Polinesia: Ha habido irredentistas peruanos que consideran que el Perú debería continuar las políticas imperialistas con la región del Pacífico Sur que habrían practicado los Incas (según la teoría de la Expedición inca a Oceanía)[72] y los Españoles desde el Virreinato Peruano (como la Expedición hispano-peruana a Rapa Nui, a Tahití, a las Salomón y Vanuatu, al Pacífico Ecuatorial, etc),[73][74] aduciendo que las élites del Perú pre-republicano, incluido rebeldes de la Nobleza incaica como Túpac Amaru II, siempre quisieron proyectarse hacia Oceanía por medio de la Polinesia para así difundir la Civilización Hispano-Andina y la Cristiandad Occidental (así como reforzar rutas comerciales naturales e históricas de navegación), y que dicho proceso natural se detuvo por la falta de visión geopolítica de los gobiernos republicanos (salvo un breve intento en la década de 1860 por marinos peruanos que tuvo condena internacional por esclavizar Rapanuis, Tokelauanos y Micronesios)[75][76] y también el Nuevo imperialismo europeo, estadounidense y japonés del siglo XIX y XX.

"Aguirre, que partió con designios semejantes para la isla de Pascua, y que, recordando seguramente el viejo dominio del Perú, al dar con estorbos y tropiezos tomó violenta posesión de la isla (de Pascua) e hizo prisioneros al Rey (de los Rapa Nui) Maurata, a su hijo Tepito y a todos los sabios de la Corte. Era como un eco del sentido imperial que antes había unido al Perú con el Pacifico..."
Mercurio peruano, DMP (1942)

- Panamá: Durante la Independencia de Panamá de España en 1821, hubo un grupo de peruanófilos, liderados por el obispo José Higinio Durán y Martel,[77][78] que propusieron que los territorios de la otrora Real Audiencia de Panamá se anexaran al Protectorado del Perú, arguyendo a los vínculos culturales del istmo con los puertos del Pacífico Sudamericano (sobre todo el Callao) eran más fuertes que los habidos con Centroamérica o el Virreinato de Nueva Granada (apelando a que históricamente ha sido más fácil la comunicación por mar con el Perú que por tierra con la actual Colombia, debido a barreras geográficas como el Tapón del Darién que impedían la integración social con los territorios del Nuevo Reino de Granada). Sin embargo, el partido bolivariano ejerció presión para lograr la anexión a la Gran Colombia.[79][78]

### Irredentismo pan-andino

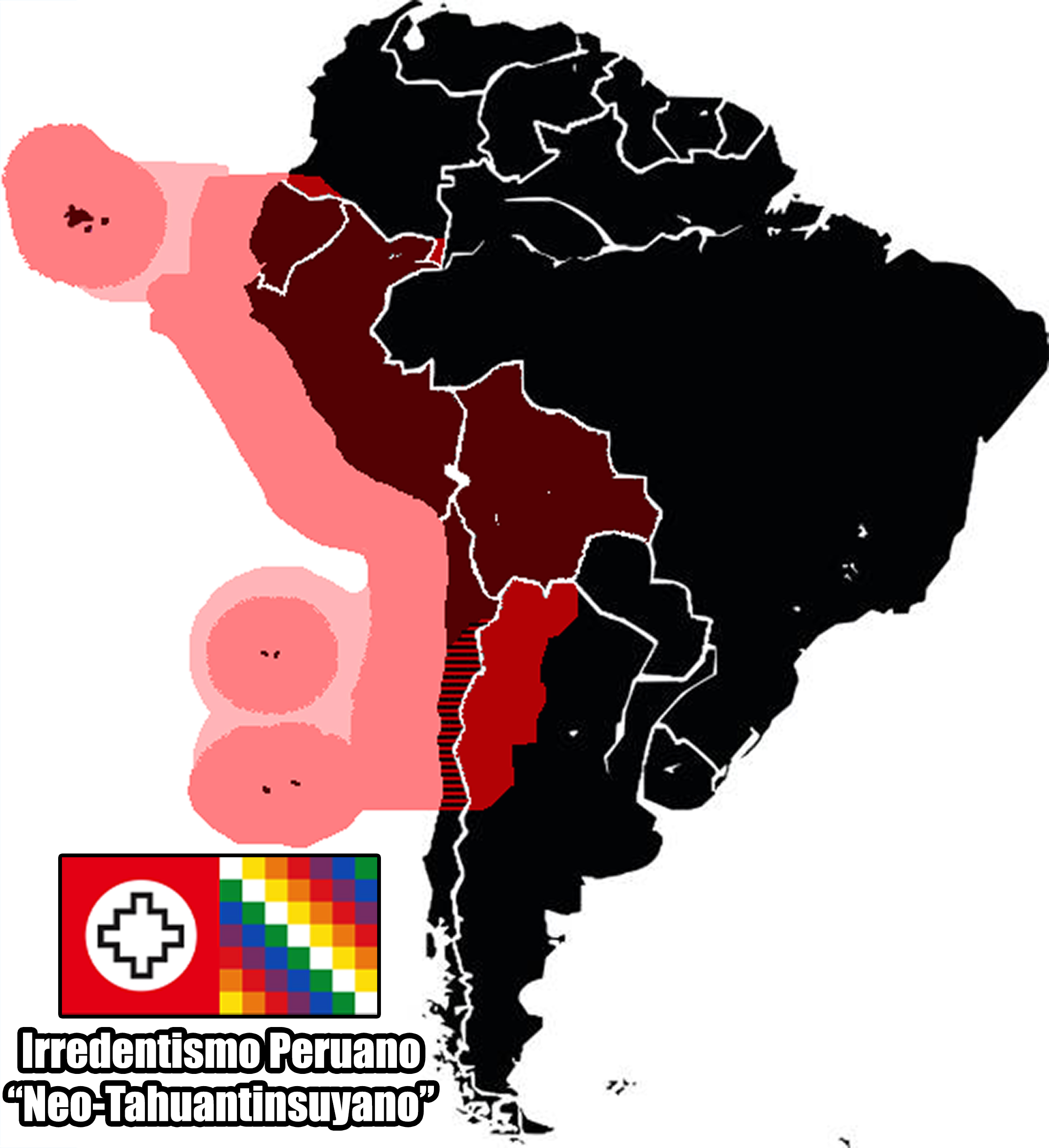
Mapa irredentista según la visión geopolítica "neoinca" de Antauro Humala, referente del Etnocacerismo (ideología peruana ultranacionalista de corte indigenista y pan-andinista). En colores oscuros, los planes de expansión a corto plazo; en colores mas suaves, los planes de expansión a largo plazo.

Ha habido varios autores ultranacionalista de corte Indigenista y Panandinista, como Antauro Humala, que han buscado la restauración del Tahuantinsuyo en tiempos contemporáneos, tratando de anexar o confederar al Perú los países y territorios con una gran proporción de población Quechua y Aymara, como serían Ecuador, Bolivia, el Norte de Chile, el Noroeste argentino, Nariño (Colombia), etc. Otros tantos también han propuesto la inclusión de territorios indígenas amazónicos (mayormente Pano-Tacanas, Arahuacos y Tupí-Guaraní) a este proyecto irredentista, lo cual haría incorporar el Amazonas Colombiano y partes del Centro-Oeste y Norte Brasileño, además de superponerse sobre las aspiraciones del Nacionalismo camba. 
El Movimiento Nacionalismo Peruano (MNP), en Puno, busco proclamar una "Segunda República Peruana", proponiendo que de lograr llegar al poder en el Perú, iban a confederarse con Bolivia (por medio del indigenista Evo Morales) y Ecuador (por medio de la CONAIE) para finalmente restaurar un nuevo Tahuantinsuyo, que debería ser gobernado desde Lima o Cusco por los Cobrizos (Indígenas, Mestizo y Zambos) en vez de por la Oligarquía Criolla.
También hubo propuestas de crear la "República Federal de los Andes" (un país constituido por los departamentos del Perú, Bolivia y Ecuador, dirigido por el Pueblo quechua), siendo promovidas por el Partido Nacionalfederalista (PNF) bajo el ideario de confederar a los 3 países, en vez de anexarlos al Estado Peruano actual (inspirado en la Confederación Perú-Boliviana), pero aún así habiendo un liderazgo peruano por cuestiones geopolíticas e histórico-culturales (promoviéndose que la capital este dentro del Perú, aunque proponiendo crear una nueva en territorios de Junín en vez de que sea Lima), con un enfoque económico basado en la agricultura y la minería como motor de la economía, así como el fortalecimiento de la industria gasífera, petrolera y pesquera. Su mayor exponente ha sido Alfonso Klauer,además de haber tenido el apoyo de figuras políticas peruanas como Hernán Fuentes Guzmán (ex-Presidente regional de Puno). Anteriormente este movimiento poseía paginas webs en Facebook, YouTube y Blogs (hoy en desuso, o archivadas por perdida del dominio web).

### Irredentismo pan-hispano
También han existido movimientos irredentistas, de corte Panhispanista, los cuales tienen las propuestas mas maximalistas de buscar restaurar la grandeza territorial del Virreinato del Perú anterior a las Reformas borbónicas, puesto que el "Reino del Perú" durante la Casa de Austria abarcaba toda la Sudamérica hispana. Siendo así un gran país sudamericano desde Panamá-Colombia hasta el Cono Sur, e incluso se ha propuesto incorporar a Venezuela a este proyecto (a pesar de que, con la salvedad de la Región Guayana, nunca estuvo bajo el gobierno de Lima, si no del de Nueva España, Santo Domingo y Nueva Granada) debido a los lazos histórico-culturales hispano-sudamericanos, sobre todo con el vínculo en el Reino de Tierra Firme. Entre sus referentes están Rafael Aita.

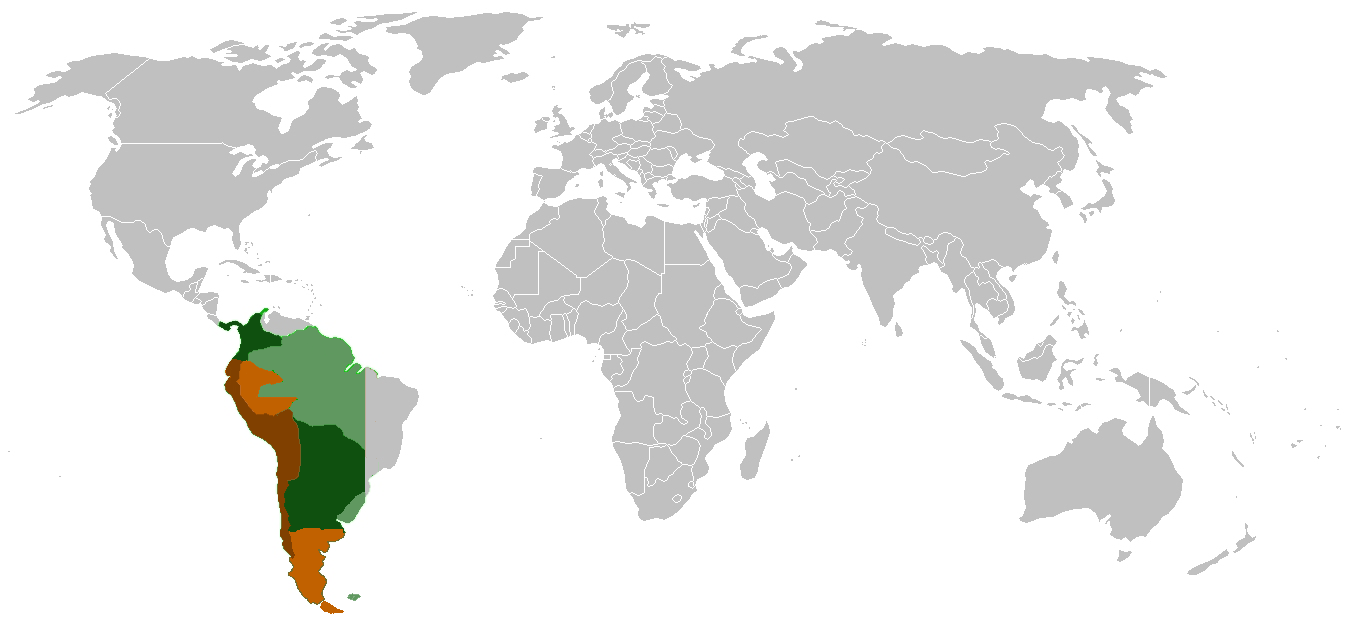
Mapa diacrónico del Virreinato del Perú, base del irredentismo peruano de tendencia hispanista. En verde oscuro: Territorio de mayor extensión (en verde claro: pretensiones ante el Virreinato del Brasil, pero sin ocupación efectiva). En naranja: Territorio de facto, inmediatamente antes de la Independencia del Perú, tras las conquistas del virrey José Fernando de Abascal (en naranja claro: soberanía nominal en la Amazonía y la Araucanía-Patagonia).

Estos teorizan que la "Peruanidad" ha sido una realidad social anterior a la Independencia del Perú, mientras que la Republica del Perú y su proyecto de nación no tienen el monopolio de la "Peruanidad", incluso acusando al nacionalismo peruano de haber distorsionado la "autentica Peruanidad" en base al fenómeno de la ideología y el deseo Constructivista de una nueva identidad peruana artificial en base al Bajo Perú (específicamente la lealtad de los ciudadanos al Estado Peruano, a pesar de que muchas comunidades rurales no se identificaban con tal, como los Iquichanos), mientras renegaban de la identidad orgánica de la "Peruanidad imperial" del extenso Virreinato Peruano (que a su vez se consideraba continuador orgánico del Imperio incaico a través de un Translatio imperii, no siendo un proyecto político exclusivamente Blanco o Criollo, si no Mestizo), defendido por el Ejército Real del Perú, que tenía una concepción Supranacional de la Peruanidad (incluyendo a los quiteños, charqueños, chilenos, chilotas, pastusos, jujeños, etc de pueblos hermanados en su Hispanidad) que habría sido olvidada por la Historiografía oficial del estado peruano.Sin embargo, otros como José de la Riva Agüero y Osma si creían que la República Peruana era sucesora de una identidad que se estaba construyendo en 3 siglos de virreinato, aunque quedando en aspiraciones frustradas.

Cuando Pizarro y Almagro exploran las tierras del mar del Sur, son llamadas el Levante. Es, desde 1529, año en el que Pizarro celebra la Capitulación de Toledo, el primer documento de naturaleza jurídica oficial en el que aparece «la provincia del Perú», juntamente con «la ciudad de Tumbez», en el que el nombre del Perú designa al pueblo y la cultura del Imperio incaico; y, luego, el extenso virreinato del Perú. Las menciones a Tumbez, en concepto de Porras, significan «el primer deslumbramiento de los españoles ante el Imperio de los Incas» (...) Si ahora se aprecia la peruanidad como un sentimiento, antes, por los tiempos de la independencia, fue un ideal, aunque no estuviera expresado en estos términos ni en programas, pero sí en la acción destinada a la construcción de una patria libre y distinta a la de la sociedad virreinal.
Iván Rodríguez Chávez

"el Descubrimiento y el Virreinato son una etapa nuestra y propia; que durante ella se dio nombre al Perú, se mestizó al Perú, se incorporó el Perú a la órbita de la cultura greco-romana-cristiana de Occidente [...] El español en el campo […] recibía la influencia del medio y del paisaje, y en cierto modo se indigenizaba. En cambio, el indio en la ciudad se fue occidentalizando diariamente"
Aurelio Miró Quesada Sosa

Estos movimientos Hispanistas, mientras sean de corte integrador en vez de excluyente (y distinguiendo la peruanidad clásica del virreinato de la peruanidad moderna de la república), han llegado a mostrar algunos apoyos de otros países ajenos del área hispano-andino que han apelado los irredentistas peruanos maximalistas históricos. Por ejemplo, el historiador argentino Patricio Lons ha expresado simpatías por reivindicar la peruanidad de Argentina.A su vez, debido a la influencia de principios integralistas y universalistas del Tradicionalismo político hispánico y la Doctrina social de la Iglesia Católica, muchos de estos movimientos han mostrado abierta oposición al nacionalismo en sí mismo por ser un fenómeno de enajenación modernista del autentico patriotismo, y sobre todo sus variaciones excluyente (como el fascismo o el nacionalismo criollo).

## Críticas
Intelectuales chilenos han criticado a movimientos irredentistas peruanos por caer en el Antichilenismo y otra clase de conductas Revanchistas que únicamente ha promovido Discurso de odio e impedido la reconciliación entre Nacionalistas de ambos países,e además de provocar que ambos países, por su ubicación geográfica estratégica, queden en estado de Aislamiento internacional, o incluso al borde de provocar una Guerra Sudamericana al juntarse las disputas Peruano-Ecuatorianas y Argentino-Chilenas.

Este enfoque [irredentista] es un factor de permanente inestabilidad regional, que la política exterior chilena debe lograr cerrar (...) manteniendo posiciones
firmes y claras frente a una postura inaceptable, pues su lógica sólo puede terminar en un nuevo conflicto absurdo y delirante, frente al que hay que oponer la permanente oferta chilena de integración y cooperación sin modificación de fronteras”
Gonzalo Martner, del Partido Socialista de Chile

Intelectuales peruanos como Antonio Zapata Velasco también han mencionado que los movimientos irredentistas provocan desconfianzas exageradas ante el Estado chileno y así perturban la mejoría de las Relaciones Perú-Chile (que actualmente son países aliados en la Alianza del Pacífico), aunque considera que son producto de una reacción justificada ante los intentos expansionistas de Chile y su falta de compromiso en respetar tratados internacionales como el Tratado de Ancón. José Antonio García Belaúnde ha considerado que el irredentismo genera miedos y paranoias innecesarias que impiden la colaboración entre peruanos y chilenos, tanto a nivel social como diplomático, sobre todo en el contexto de la Controversia entre Chile y Perú sobre el triángulo terrestre.
Manuel González Prada crítico la incoherencia de algunos irredentistas indigenistas de querer aspirar a incorporar al Perú los territorios del antiguo Imperio incaico, pues no consideraba que la República Peruana sea un sucesor fidedigno de un estado indígena, si no que era un estado creado por el Nacionalismo criollo para el beneficio de la Oligarquía criolla, sin intención de representar al indio, únicamente usar el discurso de un nacionalismo inca para fines contradictorios que impedían la Modernización política por culpa de añorar el pasado.

“No faltan indiófilos que en sus iniciativas individuales o colectivas procedan como los Gobiernos en su acción oficial. Las agrupaciones formadas para libertad a la raza irredenta no han pasado de contrabandos políticos abrigados con bandera filantrópica (…) Entre tanto y por regla general, los dominadores se acercan al indio para engañarle, oprimirle o corromperle”.
Manuel González Prada

Además, movimientos indianistas a favor del Nacionalismo aymara han criticado las pretensiones de un irredentismo indigenista (sea peruano o boliviano), pues consideran que ni el estado-nación peruano o boliviano representa a la nación aymara, la cual debe crear su propio país a partir de territorios de la Puna entre ambos países (y también de Argentina y Chile), ya que históricamente los nacionalismos peruanos o bolivianos han estado al servicio de la civilización occidental y a las élitescriollas a la que se oponen radicalmente, incluida la oposición a ser integrados en proyectos de nación mestizas.
Por otro lado, se ha criticado al irredentismo peruano por generar un apoyo indiscreto al Autoritarismo y a la restauración del Militarismo, además de provocar un desvío de los problemas sociales de los peruanos a través de la fachada del patriotismo, que a su vez solo generaría un énfasis en buscar aumentar el gasto militar en vez de invertir en educación, salud, vivienda, o enfocarse en operaciones de espionaje en vez de mejorar las relaciones diplomáticas y económicas del Perú con sus vecinos. Ha habido críticas específicas al irredentismo del movimiento Etnocacerista por ser un peligro a la democracia debido a promover el Estatismo, Colectivismo, Socializacion fascista y un ultranacionalismo excluyente y arcaico por querer imitar en tiempos contemporáneos las viejas conquistas irredentas de Adolf Hitler o Benito Mussolini, difícilmente replicables en el Derecho internacional actual.
A su vez, investigadores sociales han criticado que los discursos irredentistas peruanos, así como los del resto de países latinoamericanos, solo han generado un sentimiento Derrotista entre las masas educadas por escuelas del estado peruano, lo que provoca una "Baja autoestima nacional" que es causa de un complejo de superioridad-inferioridad lleno de Chovinismo, Xenofobia y ansiedad por restaurar la "Grandeza Nacional" perdida, ignorándose los múltiples logros y avances en materia social y económica de la Nación peruana. Todo esto sería basado mayormente por mitos fundacionales que en una realidad objetiva de la historia nacional. Además, se dice que hace que los irredentistas peruanos se queden estancados en pensamientos arcaicos del siglo XIX: